# Caenoncopus tenuis
Espèce
Caenoncopus tenuis est une espèce d'opilions laniatores de la famille des Sandokanidae.

## Distribution
Cette espèce est endémique de Sumatra en Indonésie. Elle se rencontre vers Payakumbuh et Bukittinggi.

## Description
Le mâle holotype mesure 2,32 mm et la femelle paratype 2,55 mm, les mâles mesurent de 2,26 à 2,52 mm et les femelles de 2,46 à 2,55 mm.

## Systématique et taxinomie
Cette espèce a été décrite par Martens et Schwendinger en 1998.

## Publication originale
- (en) Martens et Schwendinger, « A taxonomic revision of the family Oncopodidae I. New genera and new species of Gnomulus Thorell (Opiliones, Laniatores) », Revue Suisse de Zoologie, vol. 105, no 3,‎ 1998, p. 499-555 (lire en ligne).